# Open Access Scholarly Publishers Association
La Open Access Scholarly Publishers Association (OASPA) è un'associazione commerciale senza scopo di lucro che rappresenta gli interessi degli editori di riviste ad accesso aperto a livello globale in tutte le discipline scientifiche, tecniche e accademiche. 
L'associazione a promuove la conoscenza e diffusione delle riviste ad accesso aperto e dei loro editori, fornisce un forum per lo scambio di informazioni e la condivisione delle migliori pratiche. L'OASPA riunisce i principali editori di riviste Open Access, gli editori indipendenti sia privati che accademici, così come editore che seguono un modello di business misto.
Nata per le riviste ad accesso aperto, a partire dai primi anni 2000 ha iniziato anche ad occuparsi dei libri ad accesso aperto.

## Mission
La missione di OASPA è quella di tutelare le riviste di Open Access in generale, rappresentare e sostenere a livello globale gli interessi degli editori di contenuti ad accesso aperto relativi a tutte le discipline scientifiche, tecniche e accademiche.
A tal fine, mette a disposizione e gestisce un forum per lo scambio professionale in materia di editoria ad accesso aperto in contesti accademici, si impegna nelle attività di standardizzazione e nelle campagne di sensibilizzazione, identifica e promuove le migliori pratiche per le comunicazioni accademiche mediante l'accesso aperto, incoraggia lo sviluppo continuo di modelli di business e editoriali sostenibili.

## Storia
L'OASPA venne presentata il 14 ottobre 2008, in occasione di un "Open Access Day" a Londra ospitato dal Wellcome Trust, per creare il primo forum professionale permanente dedicato all'editoria ad accesso aperto e alle sue peculiarità distintive rispetto all'editoria tradizionale e alla comunicazione accademica. I membri fondatori furono i seguenti:
- BioMed Central;
- Co-Action Publishing;
- Copernicus Publications;
- Hindawi Publishing Corporation;
- JMIR Publications;
- Medical Education Online (David Solomon);
- Public Library of Science;
- SAGE Publications;
- SPARC Europe;
- Utrecht University Library.

## Attività
L'OASPA organizza un convegno annuale in tema di editoria accademica ad accesso aperto, durante il quale vengono discussi i modelli di business, le piattaforme di pubblicazione, le modalità di revisione paritaria e i canali distributivi.
OASPA incoraggia gli editori a utilizzare le licenze Creative Commons, in particolare la Creative Commons Attribution License (CC-BY), che è coerente con la maggior parte delle definizioni di "open", ad esempio quella della Open Knowledge Foundation. L'organizzazione è attiva anche per garantire l'accesso gratuito alle opere accademiche premiate col Nobel.

## Membri
I membri dell'associazione appartengono alle seguenti tipologie:
- Organizzazioni editoriali professionali: includono almeno un professionista a tempo pieno che gestisce la pubblicazione di riviste o libri accademici Open Access. Queste organizzazioni possono essere a scopo di lucro o senza fini di lucro e possono possedere riviste o libri o gestire la pubblicazione su base contrattuale per conto di società o gruppi di scienziati o studiosi. Appartengono a questa categoria anche le biblioteche universitarie e degli istituti di ricerca, le case editrici accademiche o altre organizzazioni che impiegano ancora professionisti a tempo pieno e il cui ambito principale di attività non è quello della pubblicazione di riviste accademiche;
- Editori accademici: singoli individui o ristretti gruppi di scienziati / studiosi che solitamente pubblicano un'unica rivista accademica nel rispettivo ambito di ricerca. Il processo editoriale è in larga misura finanziato da libere donazione volontarie;
- altre organizzazioni: forniscono servizi a valore aggiunto e/o supporto per le attività di pubblicazione Open Access.

Per essere ammesso come membro dell'associazione, un editore deve implementare alcune migliori pratiche dell'editoria accademica e soddisfare determinati criteri di trasparenza, fissati nel 2013 e rivisti nuovamente ad agosto del 2018.

## Critiche
Le critiche si sono concentrate sul fatto che OASPA si sia imposta come una sorta di "marchio di qualità delle pubblicazioni ad accesso aperto", nonostante un conflitto di interessi intrinseco ai membri fondatori, a partire da BioMed Central.
OASPA è stato anche criticata per la promozione del gold open access a discapito del green open access.
Frontiers Media, uno dei membri dell'OASPA, era presente nella lista di Jeffrey Beall dell'editoria predatoria, che tuttavia, per un periodo comprese anche  Hindawi e MDPI.
A seguito dell’articolo Who's Afraid of Peer Review? pubblicato da Science nel 2013, furono espulsi due membri dell'OASPA, mentre SAGE Publishing dovette modificare in sei mesi il suo processo di revisione paritaria. A settembre del 2015, fu riabilitata anche la Medical Press dopo la revisione dei propri standard editoriali.